# Dendronephthya investigata
Dendronephthya investigata is een zachte koraalsoort uit de familie Nephtheidae. De koraalsoort komt uit het geslacht Dendronephthya. Dendronephthya investigata werd in 1962 voor het eerst wetenschappelijk beschreven door Tixier-Durivault & Prevor. 